# Художественный музей Гонолулу
Художественный музей Гонолулу (или Художественная академия Гонолулу) — это музей изобразительного искусства, который расположен на Гавайском острове Оаху, в центральной части города Гонолулу. 
Площадь музея составляет 8 094 квадратных метров. Является крупнейшим музеем островов. Здесь представлена самая большая на Гавайских островах коллекция произведений западного и азиатского искусства. Коллекция насчитывает более 50 000 произведений искусства. Здесь также проводятся выставки с работами Хокусай, Ван Гога, Гогена, Моне, Пикассо, Уорхола, Джеймса А. Мишнера. Музей зарегистрирован как Национальная государственная историческая достопримечательность.

## История
Музей был основан в 1927 году Анной и Чарльзом Куком. После открытия музея сюда были подарены очень много произведений, а иногда и коллекции. В 1998—1999 годах в музеи были проведены реставрационные работы. В 2011 году Современный музей Гонолулу был включен в состав Академии искусств Гонолулу. В 2012 году Академия была переименована в Музей искусств Гонолулу.

## Комплекс музея

### Кинотеатр
Кинотеатр носит имя известной американки, коллекционера и филантропа Дорис Дьюк.

### Поместье «Шангри-Ла»
Дом был построен в 1937 году для Дорис Дьюк (1912—1993), а для публики в качестве музея был открыт в 2002 году. Коллекция музея насчитывает около 4000 объектов.

### Академия
Крупнейшая частная художественная школа на Гавайах для детей и взрослых. Академия предлагает студийные классы и мастерские, а также проводит выставки, демонстрирующие народных и современных художников острова.

## Галерея

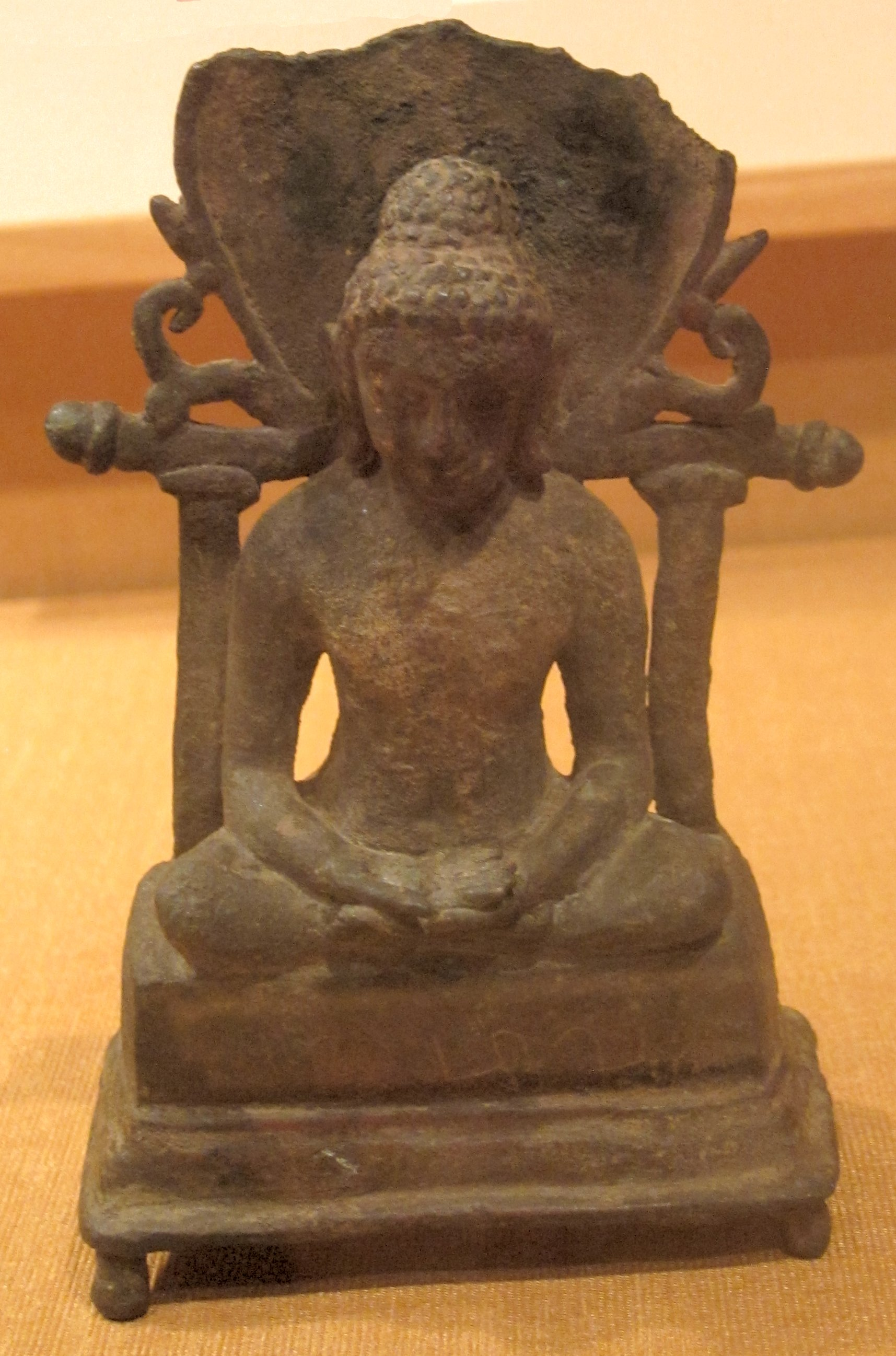
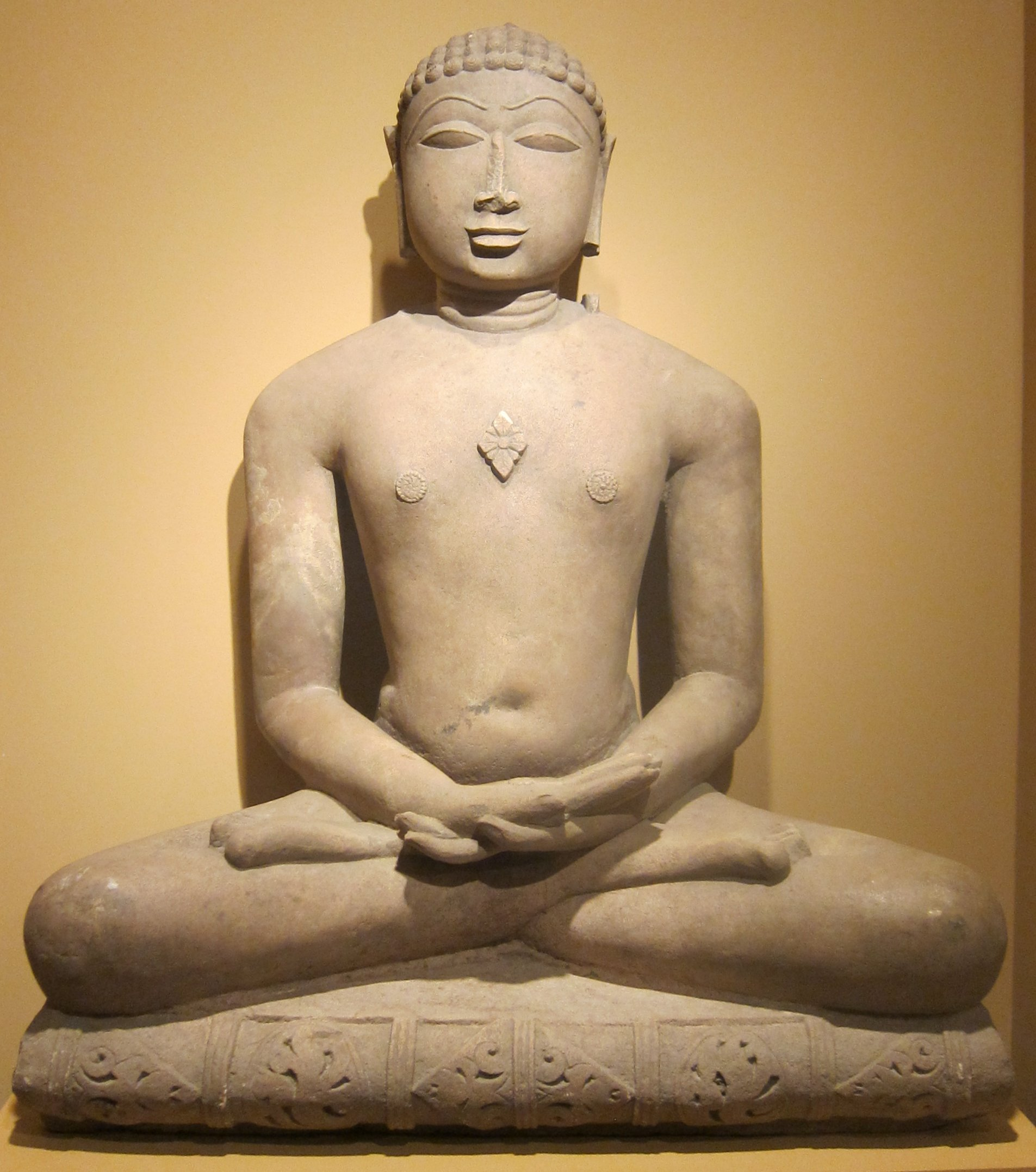
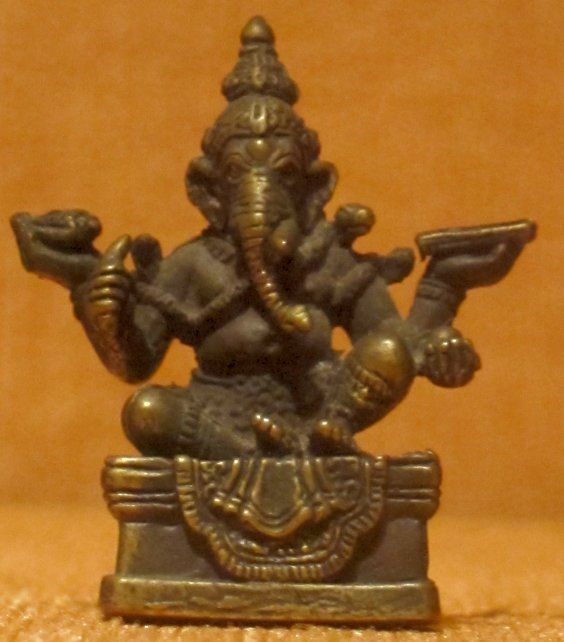
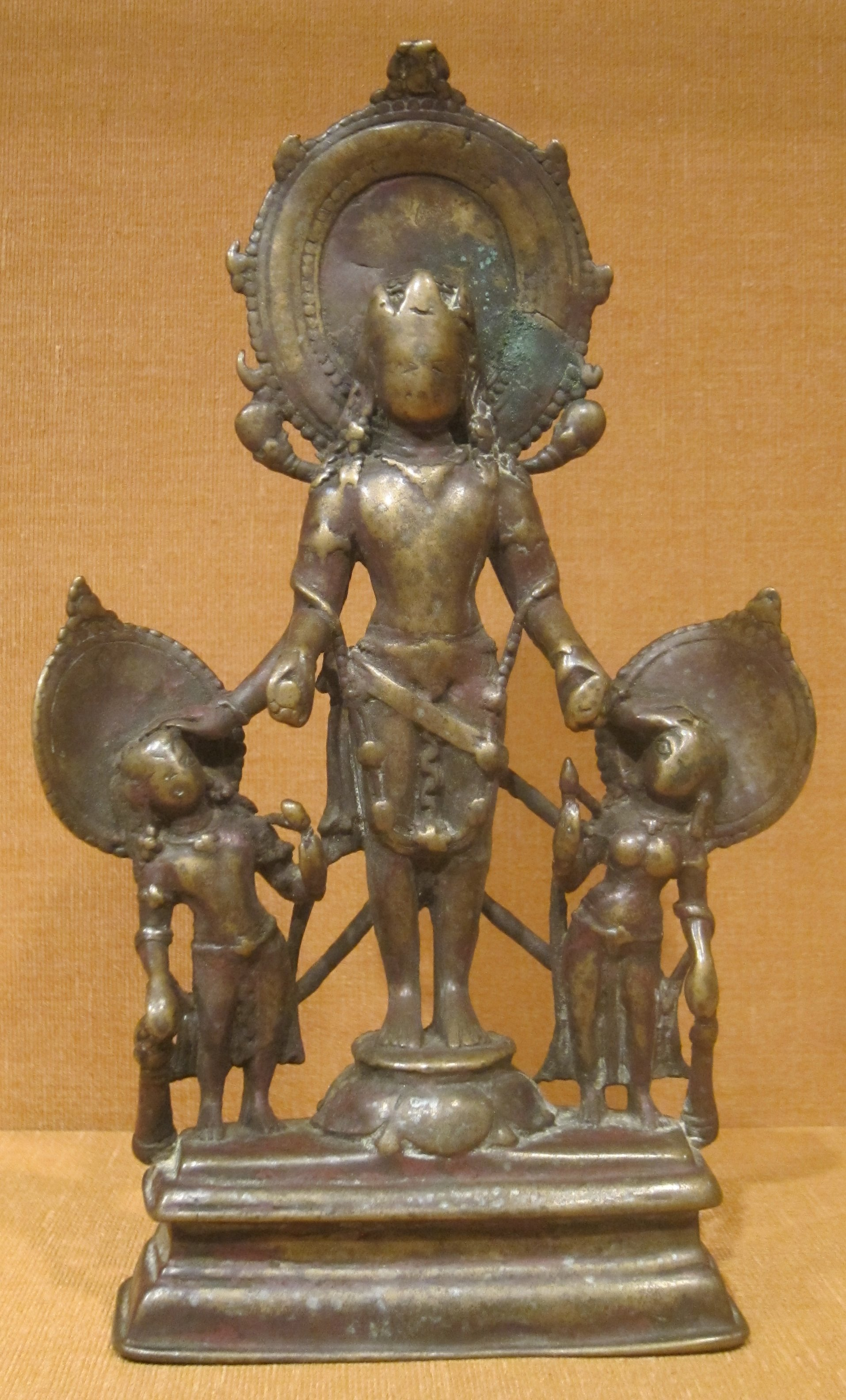
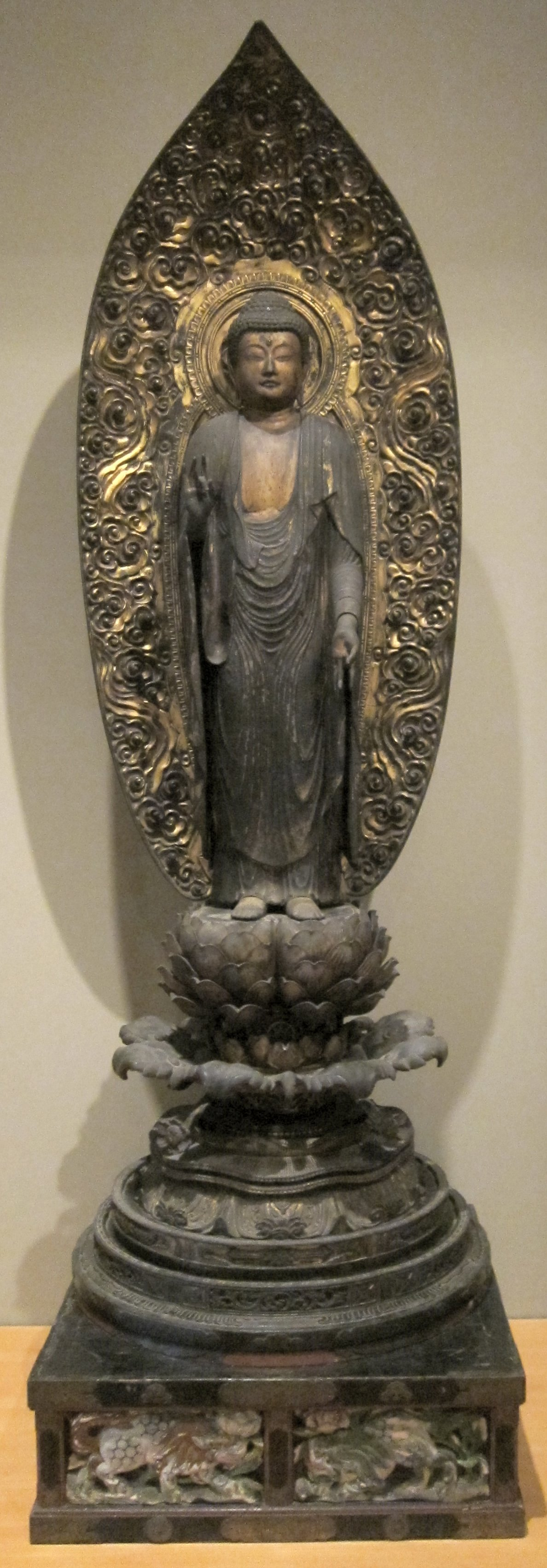
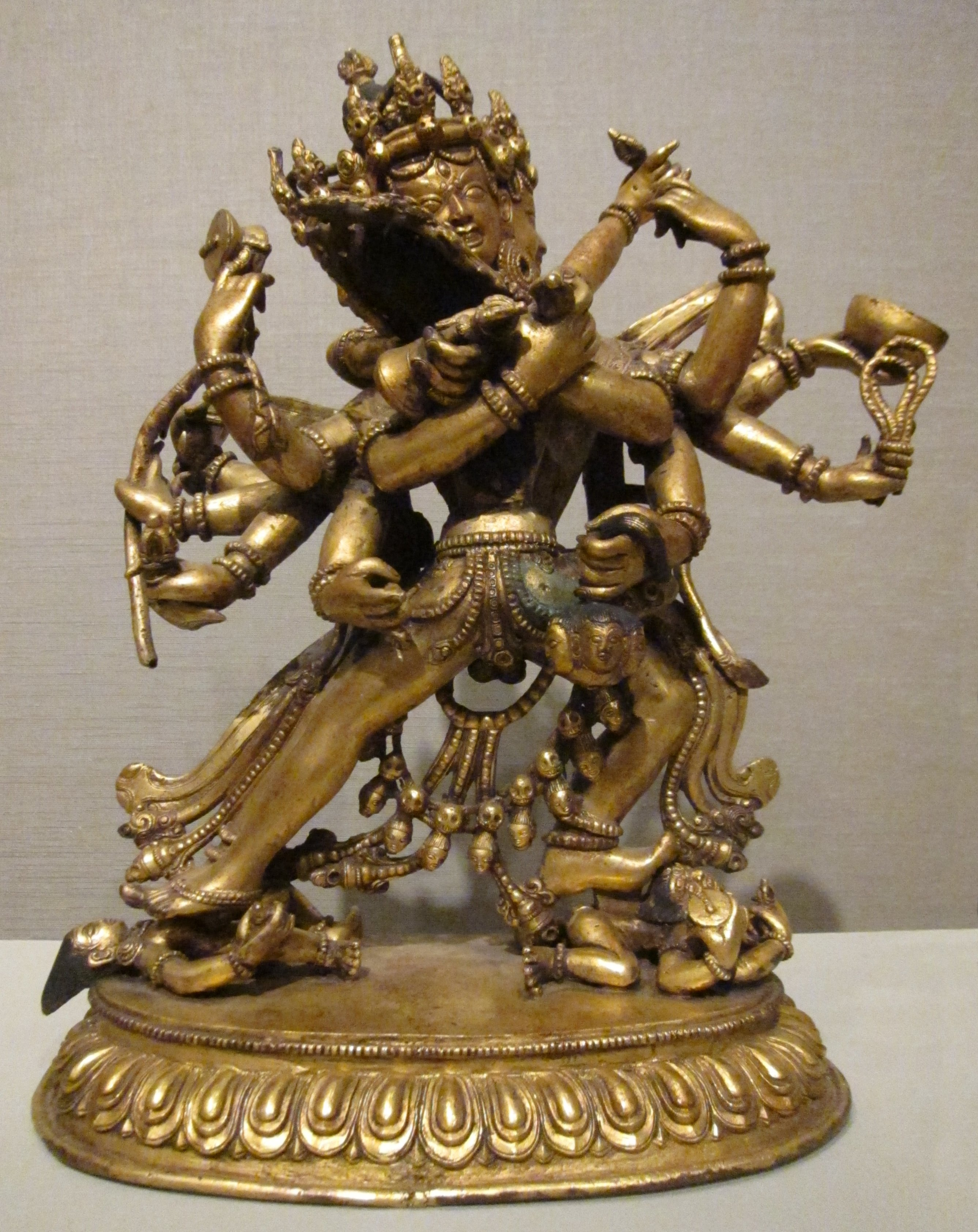

### Библиотека
Художественная библиотека Роберта Аллертона — это некоммерческое исследовательское учреждение. Библиотека является главным источником информации об искусстве в музее. Библиотека располагает коллекцией из примерно 55 000 книг и периодических изданий. Библиотека открылась в 1927 году и насчитывала 500 книг. В 1955 году он был расширен и назван в честь Роберта Аллертона.